# Astrid S
Astrid Smeplass (n. 29 octombrie 1996, Berkåk, Sør-Trøndelag, Norvegia) este o cântăreață, compozitoare și model norvegian. A devenit cunoscută în 2013 în urma participării la versiunea norvegiană a Pop Idol⁠(d), numită Idol - Jakten på en superstjerne⁠(d).